# Посольство Намибии в России
Посольство Намибии в Российской Федерации (англ. Embassy of the Republic of Namibia in the Russian Federation) — официальная дипломатическая миссия Намибии в России, расположена в Москве на Якиманке по 2-му Казачьему переулку. Дипломатические отношения между СССР и Намибией были установлены 21 марта 1990 года. 
- Адрес посольства: 119180, г. Москва, 2-й Казачий переулок, 7

- Чрезвычайный и полномочный посол Намибии в Российской Федерации с 2019 года — Клеменс Хандуукеме Кашуупулва.

## Послы Намибии в России
- Мартен Ненкете Капеваша (1999—2005)
- Самуэль Кавето Мбамбо (2005—2010)
- Ндали Че Камати (2010—2019)
- Клеменс Хандуукеме Кашуупулва (с 2019)